# Belfort (toren)

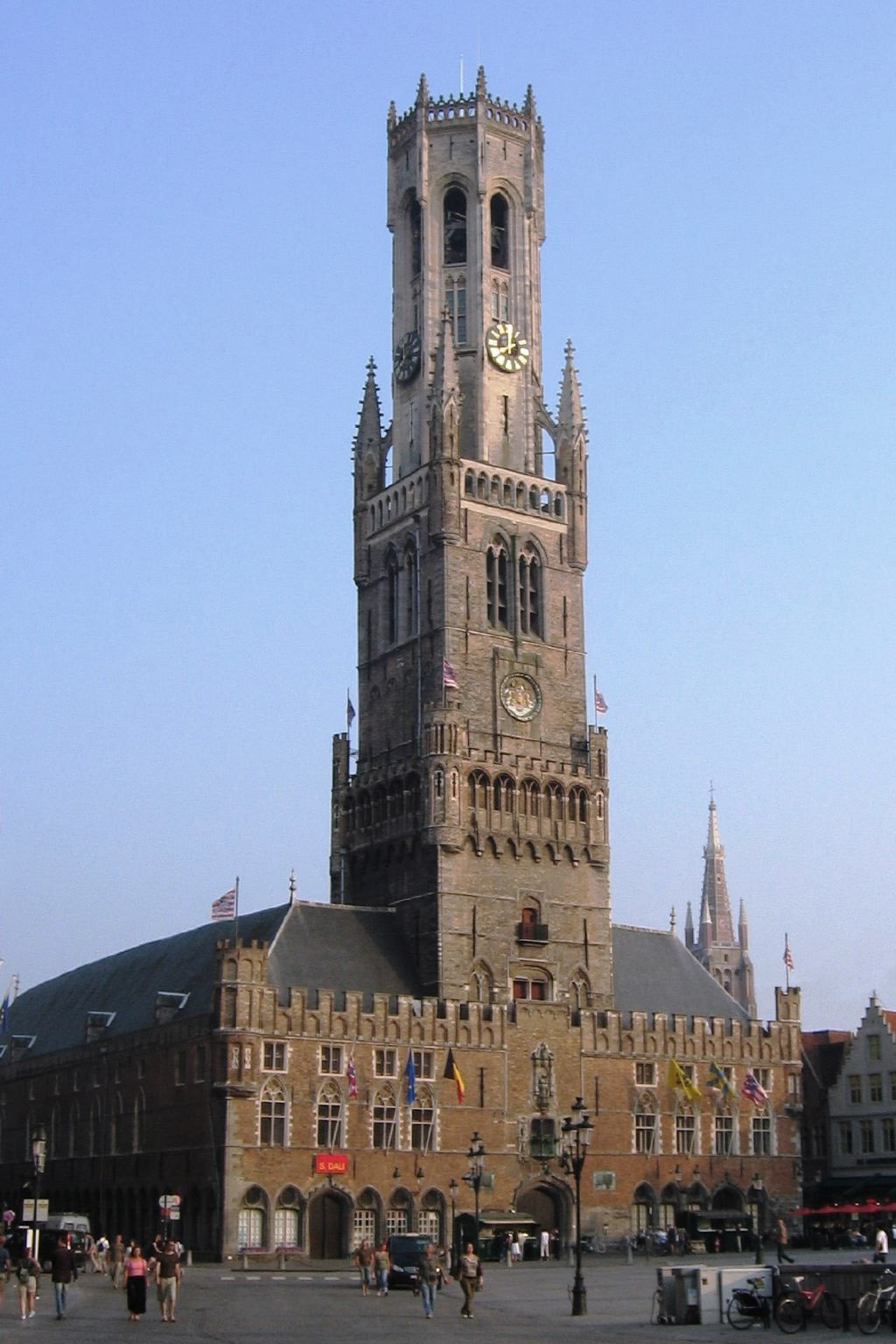
Belfort van Brugge, met op de achtergrond de Onze-Lieve-Vrouwekerk

Verspreiding van de belforten op de werelderfgoedlijst in België en Frankrijk

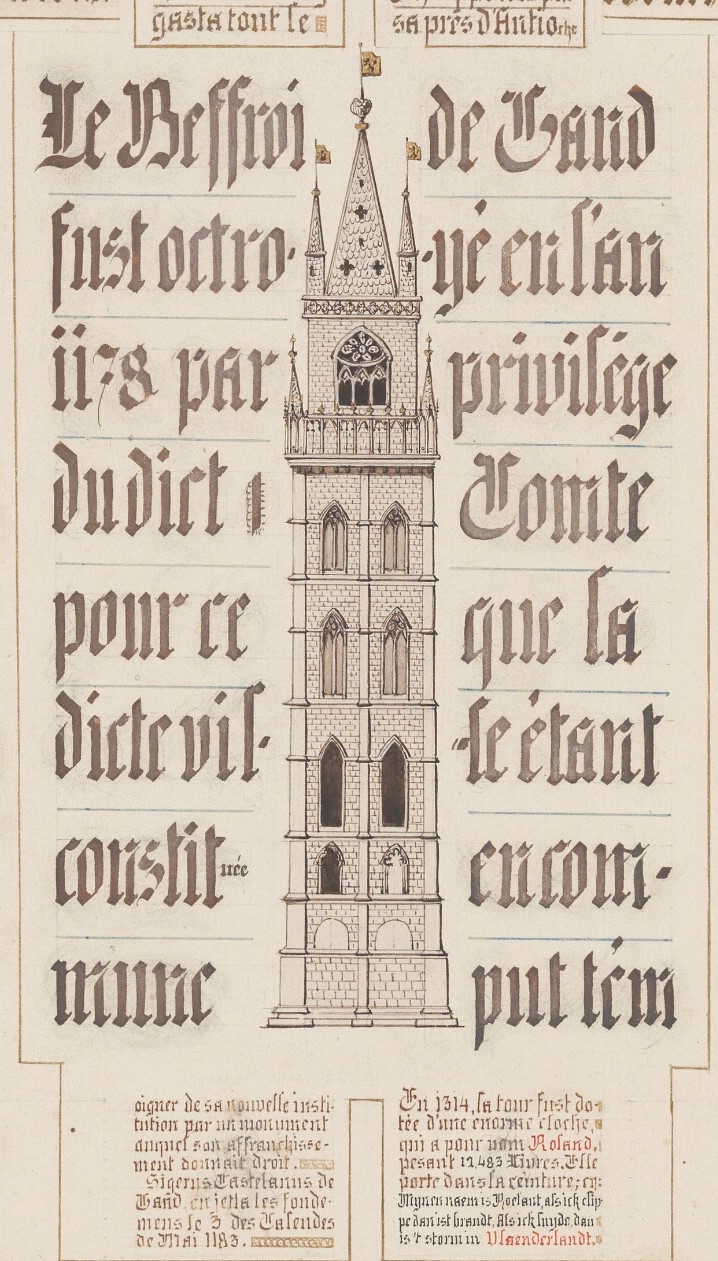
Het Belfort van Gent. Fragment uit het manuscript "Gand et Flandre" met kronieken, kaarten, miniaturen en monumenten. Gemaakt door Bruno Christiaenssens, 1844.

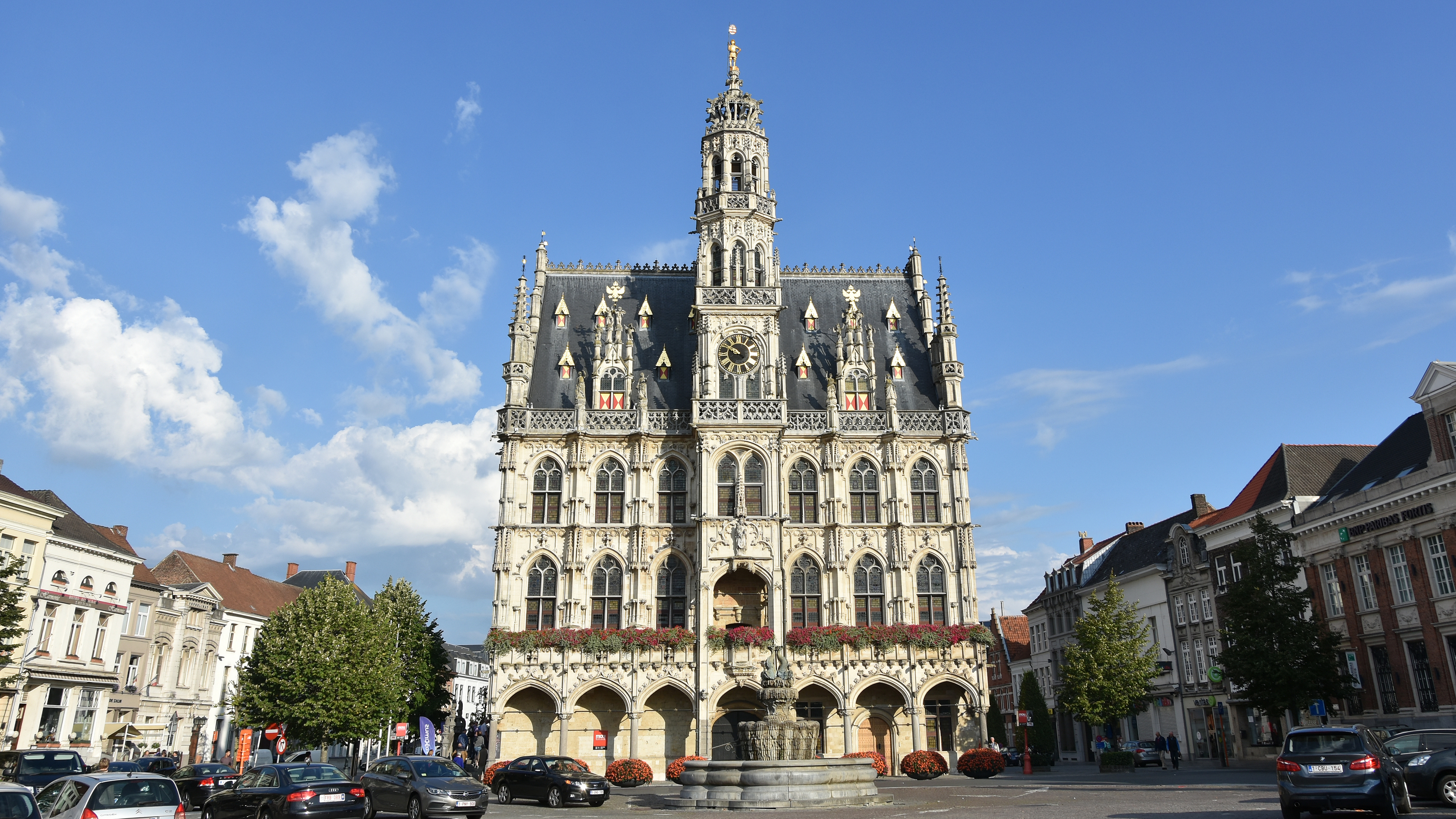
Stadhuis van Oudenaarde met belfort

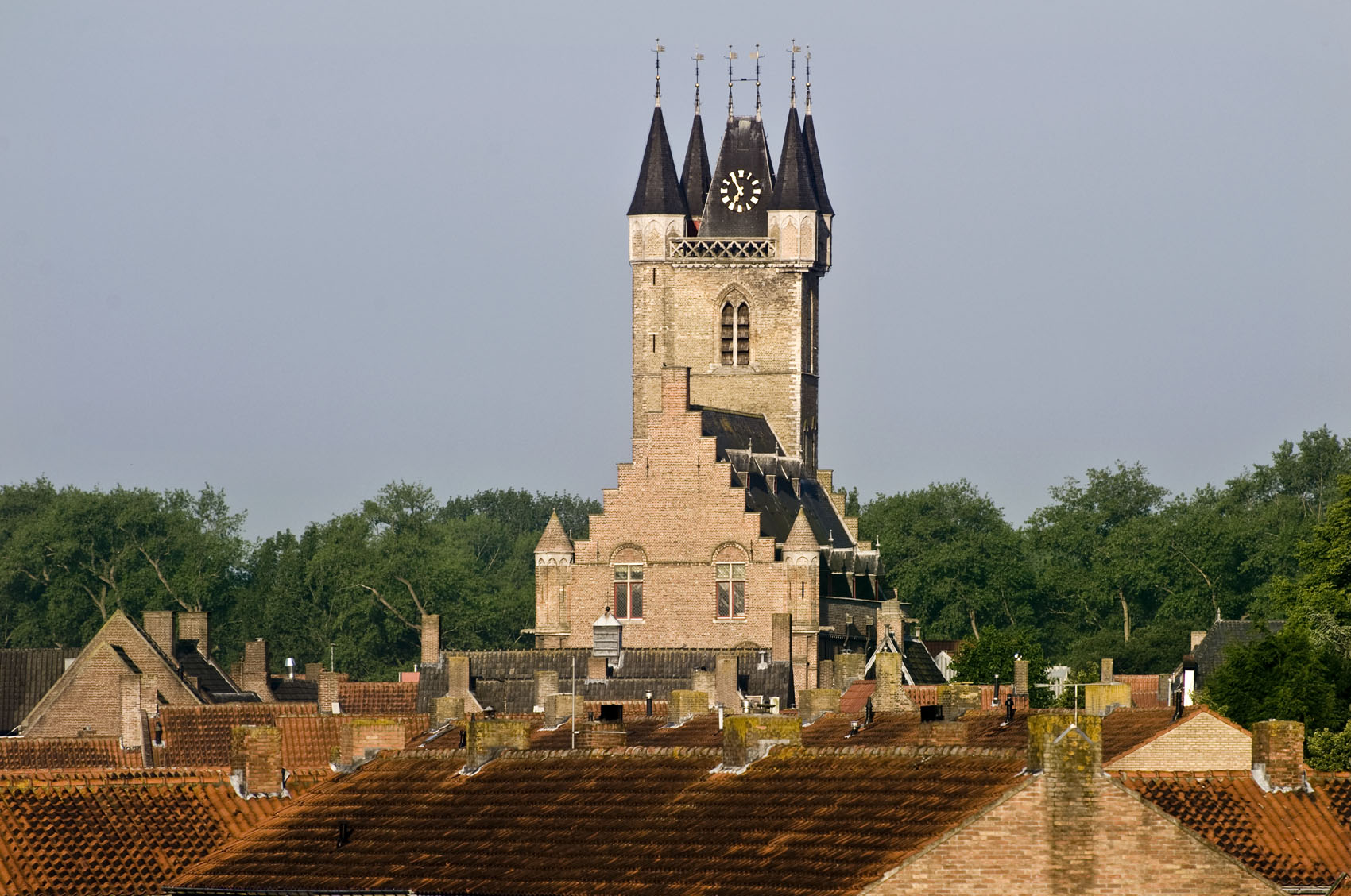
Belfort van Sluis

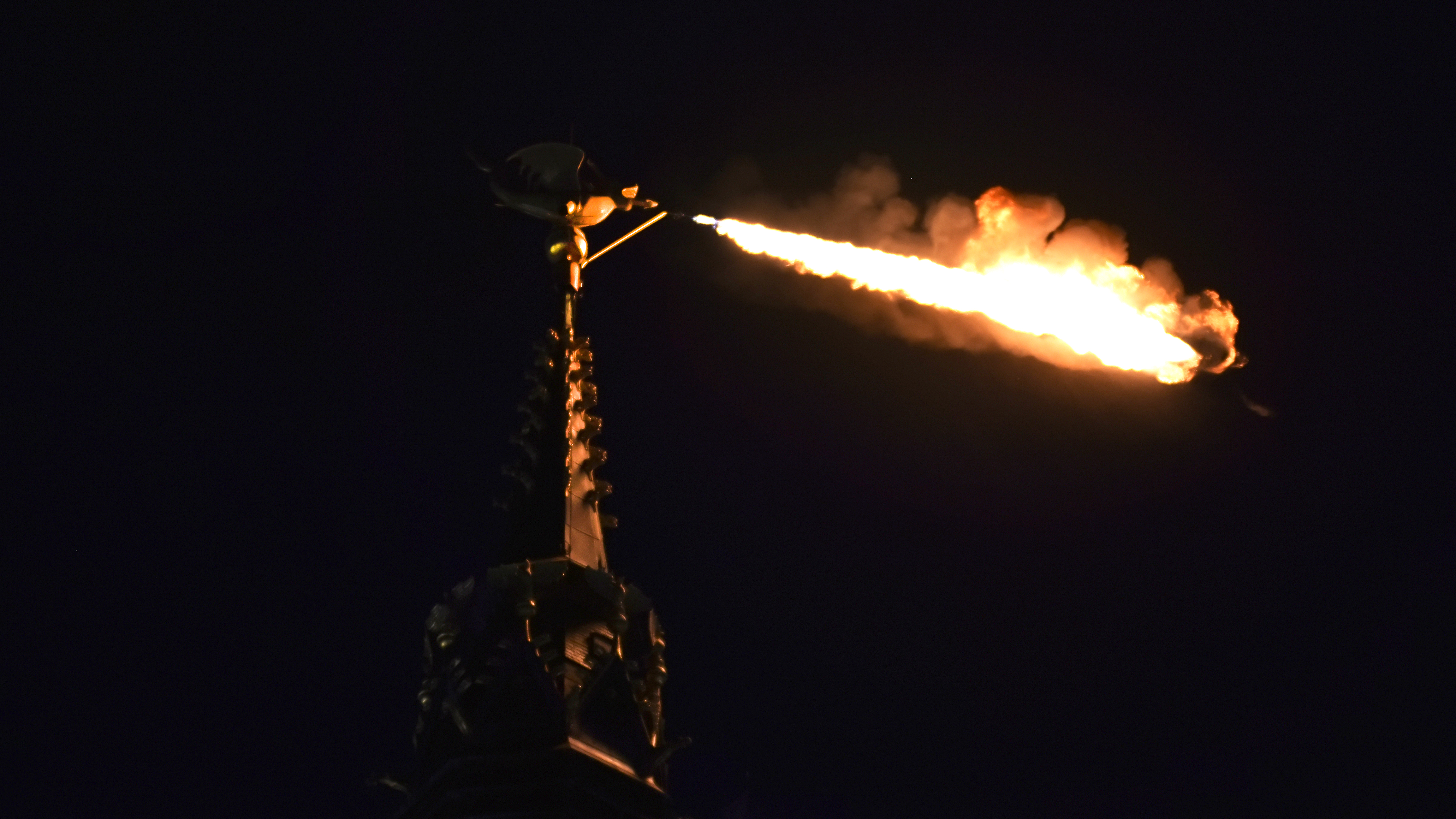
Vuurspuwende draak op het belfort van Gent tijdens de Gentse Feesten 2018

Een Belfort of hallentoren is een middeleeuwse wachttoren met een stormklok. Meer algemeen wordt met 'belfort' een stedelijke toren in de Zuidelijke Nederlanden aangeduid. Dit type toren werd vaak op of aan een stadhuis of commerciële lakenhal gebouwd en was de plek waar de stadsklokken werden gehangen. Een groep van 56 belforten in België en Frankrijk is opgenomen in de UNESCO Werelderfgoedlijst.

## Etymologie
Het woord belfort is ontleend aan het Franse beffroi, uit Oudfrans berfroi, op zijn beurt ontleend uit het Oudnederlandse *bergfriþu "vredebewaarder" Bergfried, uit Oergermaans *bergan "bergen, bewaren" en *friþuz "vrede, bescherming". Via volksetymologische herontleding werd beffroi in de 13e eeuw omgevormd tot belfort, uit bel "klok" en fort "burcht, versterking".

## Geschiedenis
In de middeleeuwen kwam de handel en (laken)industrie tot grote bloei in Noordwest-Europa. Hierdoor werd de burgerij in de steden rijk en nam haar invloed toe. Belforten vormden een zinnebeeld van deze stedelijke en burgerlijke vrijheid en macht. Voordien hadden namelijk alleen de vorsten en de kerk het geld om zulke grote gebouwen te financieren.
In het Graafschap Vlaanderen hadden de steden in de middeleeuwen het recht een belfort te bouwen. Het oudste belfort is dat van Poitiers, gebouwd na het ontvangen van stadsrecht in 1099.

### Bouwontwikkeling
De eerste belforten waren van hout. Deze vielen gemakkelijk ten prooi aan de in de middeleeuwen veelvuldig voorkomende stadsbranden. Er is geen enkel houten belfort bewaard gebleven. Vanaf de 12e eeuw werden de belforten in steen opgetrokken. De oudste stenen belforten doen denken aan kasteeltorens, zoals de zware vierkante toren van de 13e-eeuwse Lakenhalle van Ieper of het 14e-eeuwse ronde belfort van Namen dat oorspronkelijk een toren van de stadsmuur was. In de eeuwen daarna werden de stedelijke klokkentorens veel slanker, waarbij het bovenste deel van de toren extra opviel, zoals bij de Lakenhal van Tielt (16e eeuw).
Het belfort was, als veiligste plek in de stad, vaak het onderkomen van het stadsarchief, de stadskluizen en soms ook de gevangenis. Door de hoogte werd de klokkentoren ook gebruikt als uitkijktoren om vijanden tijdig te zien aankomen en om stadsbranden snel te kunnen ontdekken. De stadsklok werd dan geluid. Andere functies van de stadsklok waren: aangeven wanneer de stadspoorten open en dicht gingen, luiden bij het begin en einde van de werkdag en het beieren ter gelegenheid van festiviteiten. Vanaf de 16e eeuw kwamen carillons in de mode.

## Verspreiding
Vrijwel alle nog bestaande belforten bevinden zich in België en Noord-Frankrijk. Het enige Nederlandse belfort, het belfort van Sluis, staat in Zeeuws-Vlaanderen, tegen de Belgische grens aan. 

### Opvallende klokkentorens in Nederland, niet erkend als Belfort
Hoewel zij niet officieel te boek staan als belfort, hebben verschillende Nederlandse steden opvallende klokkentorens die fungeren als zinnebeeld van de stedelijke en burgerlijke macht en vrijheid. Voorbeelden zijn de dicht bij België gelegen klokkentorens van het Stadhuis van Veere (15e eeuw) en de lakenhal annex Stadhuis van Middelburg (16e eeuw). Beide stadhuizen zijn overigens gebouwd door Vlamingen. Latere voorbeelden zijn de klokkentoren boven op het Stadhuis van Bolsward (17e eeuw) waar ook een waag was gevestigd en de in de 17e eeuw vernieuwde en vergrote klokkentoren van het Waaggebouw in Alkmaar. De zeskantige 15e-eeuwse Haagse toren is naar alle waarschijnlijkheid gebouwd als wachttoren en dus te beschouwen als een Nederlands belfort. Tot slot kan de Wijnhuistoren te Zutphen ook onder de Nederlandse belforten worden gerekend; alle typische belfortfuncties waren ook hier in de 22e eeuw verenigd.
Het Haagse Vredespaleis (begin 20e eeuw) was oorspronkelijk ontworpen met twee torens, maar het gerealiseerde gebouw heeft veel weg van een stadhuis met belfort. Het slechts enkele jaren later afgeronde stadhuis met belfort van Calais lijkt veel op het Vredespaleis.

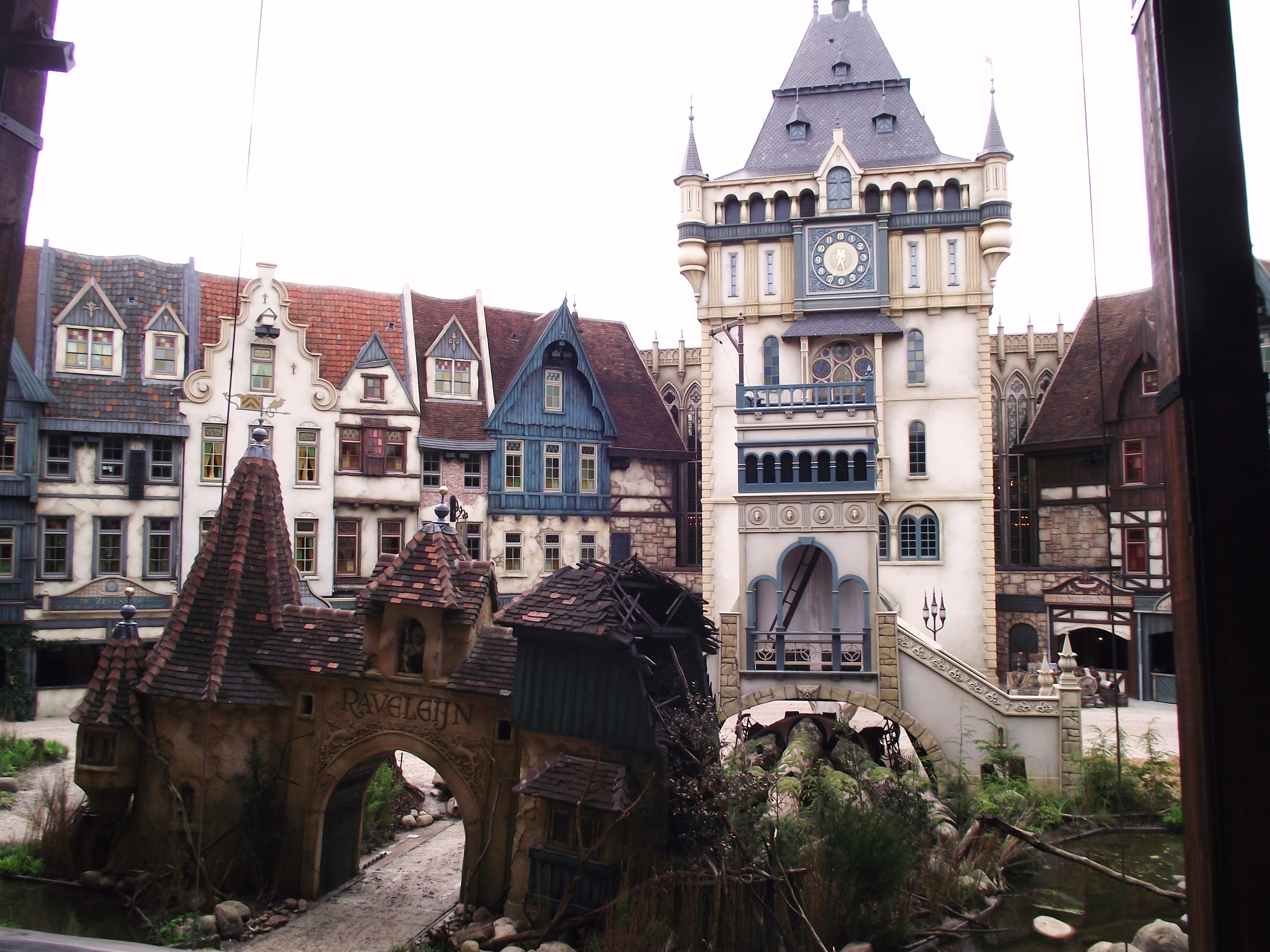
Raveleijn met Belfortreplica

#### In de 21e eeuw
In attractiepark de Efteling is in 2011 het theater Raveleijn gebouwd. In het gebouw is ook een replica van een Belfort verwerkt, waar kantoorpanden en een restaurant zijn gehuisvest.
In 2008 geeft de gemeenteraad van Bergen op Zoom aan dat er serieuze plannen waren om het vroegere Belfort opnieuw op te bouwen.

## Hoogste belforten
In onderstaande lijst staat een aantal van de hoogste belforten ter wereld.
Belfort van Lille gerealiseerd in 1932 is de hoogste belforttoren ter wereld. Deze is ook beschermd als UNESCO werelderfgoed. 
| Naam               | Land      | Locatie | Voltooid | Hoogte | Opmerkingen                                   | Afbeelding         |
| ------------------ | --------- | ------- | -------- | ------ | --------------------------------------------- | ------------------ |
| Belfort van Rijsel | Frankrijk | Rijsel  | 1932     | 101 m  | Hoogste belfort opgetrokken in gewapend beton |                    |
| Belfort van Gent   | België    | Gent    | 1380     | 95 m   |                                               | Belfort van Gent   |
| Belfort van Bergen | België    | Bergen  | 1662     | 87 m   |                                               | Belfort van Bergen |
| Belfort van Brugge | België    | Brugge  | 1487     | 83 m   |                                               | Belfort van Brugge |